# Wynton Marsalis
Wynton Learson Marsalis (ur. 18 października 1961 w Nowym Orleanie) – amerykański trębacz i kompozytor zajmujący się jazzem i muzyką poważną. Odznaczony Narodowym Medalem Sztuki oraz laureat NEA Jazz Masters Award.

## Życiorys
Urodził się jako drugi z sześciu synów pianisty jazzowego Ellisa Marsalisa i jego żony, Dolores Ferdinand. Pierwszą trąbkę dostał od kolegi swojego ojca – słynnego Ala Hirta. W wieku 8 lat był już wykonawcą tradycyjnej muzyki nowoorleańskiej w Fairview Baptist Church band, którego liderem był wirtuoz banjo Danny Barker. W wieku 14 lat został zaproszony do wykonania Koncertu na trabkę Es-dur Josepha Haydna z orkiestrą Filharmoników Nowoorleańskich. Podczas lat swojej nauki szkolnej był członkiem takich zespołów jak: New Orleans Symphony Brass Quintet, New Orleans Community Concert Band (pod dyrekcją Petera Dombouriana), New Orleans Youth Orchestra, New Orleans Symphony, a w weekendy grał w zespołach jazzowych, jak również w popularnym miejscowym zespole funkowym the Creators.
W 1978 przeniósł się do Nowego Jorku do Juilliard School, gdzie szybko zwrócił na siebie uwagę. Dwa lata później, w 1980, został członkiem grupy Art Blakey's Jazz Messengers. Uczył się wówczas pod kierunkiem perkusisty i bandleadera Arta Blakeya. Od niego przejął koncepcję bandleadingu. W 1981 Marsalis odbył tournée po USA i Japonii z kwartetem Herbie'ego Hancocka. Wystąpili wówczas także na festiwalu w Newport. W tych latach był zapraszany do współpracy z takimi wykonawcami jak: Sarah Vaughan, Dizzy Gillespie, Harry Edison, Clark Terry, Sonny Rollins, Eric Clapton i wieloma innymi.
W 1982 podpisał kontrakt z wytwórnią fonograficzną Columbia Records i już od 1984 zaczął zdobywać nagrody Grammy zarówno w kategoriach klasyki, jak i jazzu.
Jest "ojcem" festiwalu jazzowego w Marciac we Francji.

## Życie prywatne
Niektórzy spośród jego braci także są muzykami – saksofonista Branford Marsalis, puzonista Delfeayo Marsalis i perkusista Jason Marsalis.
Jest ojcem trzech synów ze związków nieformalnych: ze związku z Candace Stanley ma synów Wyntona Jr. i Simeona, zaś z aktorką Victorią Rowell ma syna Jaspera Armstronga, producenta muzycznego, znanego zawodowo jako Slauson Malone (ur. 1995). 

## Nagrody
- Nagrody Grammy:
  - Najlepsze instrumentalne solo jazzowe (1983, 1984, 1985)
  - Najlepszy instrumentalny album jazzowy, indywidualny lub grupowy (1985, 1986, 1987)
  - Najlepszy występ solisty instrumentalnego (z orkiestrą) (1983, 1984)
  - Najlepszy album ze słowami mówionymi dla dzieci (2000)
- 1997: Nagroda Pulitzera w dziedzinie muzyki – jako pierwszy jazzman w historii[5]
- 2023: Nagroda Praemium Imperiale[6]

## Dyskografia
- 1981 Wynton Marsalis
- 1982 Fathers and Sons Columbia Records
- 1983 Trumpet Concertos (Haydn, Leopold Mozart, Hummel) Think of One
- 1984 Haydn: Three Favorite Concertos (Yo-Yo Ma, Cho-Liang Lin(inne języki)) Baroque Music for Trumpet (Purcell, Händel, Torelli, etc.) Hot House Flowers(inne języki)
- 1985 Black Codes (From the Underground)(inne języki)
- 1986 Marsalis Standard Time, Vol. I Live at Blues Alley Tomasi: Concerto for Trumpet and Orchestra (Tomasi, Jolivet)
- 1986 J Mood
- 1987 Carnaval
- 1988 The Majesty of the Blues
- 1988 Best of Wynton Marsalis Portrait of Wynton Marsalis Baroque Music for Trumpets
- 1989 Copland/Vaughan Williams/Hindemith (Eastman Wind Ensemble) Crescent City Christmas Card The Majesty of the Blues
- 1990 Tune In Tomorrow... The Original Soundtrack Standard Time Vol. 3: The Resolution of Romance
- 1991 Thick In The South: Soul Gestures In Southern Blue, Vol. 1 Uptown Ruler: Soul Gestures In Southern Blue, Vol. 2 Levee Low Moan: Soul Gestures In Southern Blue, Vol. 3 Standard Time Vol. 2: Intimacy Calling
- 1992 Concert for Planet Earth Blue Interlude(inne języki) Baroque Duet - film Susan Froemke * Peter Gelb * Albert Maysles(inne języki) * Pat Jaffe
- 1992 Baroque Duet - z Kathleen Battle
- 1992 Citi Movement(inne języki)
- 1993 On the Twentieth Century…: Hindemith, Poulenc, Bernstein, Ravel
- 1994 In This House, On This Morning Greatest Hits: Händel
- 1995 Why Toes Tap: Marsalis on Rhythm Listening for Clues: Marsalis on Form Tackling the Monster: Marsalis on Practice (VHS) Sousa to Satchmo: Marsalis on the Jazz Band Greatest Hits: Baroque Joe Cool's Blues (z Ellisem Marsalisem)
- 1996 In Gabriel's Garden
- 1997 Liberty! Jump Start and Jazz Blood On The Fields
- 1998 Classic Wynton The Midnight Blues: Standard Time, Vol. 5
- 1999 Reeltime Mr. Jelly Lord: Standard Time, Vol. 6  Listen to the Storyteller Sweet Release and Ghost Story: Two More Ballets by Wynton Marsalis At the Octoroon Balls - String Quartet No. 1; A Fiddler's Tale Suite Franz Joseph Haydn Los Elefantes (z Arturo Sandovalem) Big Train (The Lincoln Center Jazz Orchestra) Marsalis Plays Monk: Standard Time, Vol. 4
- 2000 The London Concert The Marciac Suite
- 2001 Classical Hits Popular Songs: The Best Of Wynton Marsalis
- 2002 All Rise Trumpet Concertos Classic Kathleen Battle: A Portrait
- 2003 Mark O'Connor(inne języki)'s Hot Swing Trio: In Full Swing
- 2004 The Magic Hour Unforgivable Blackness: The Rise and Fall of Jack Johnson
- 2005 Live at the House of Tribes(inne języki)
- 2007 From the Plantation to the Penitentiary(inne języki)
- 2009 He And She(inne języki)
- 2010 Christmas Jazz Jam[7]
- 2010 Music Redeems[8]
- 2010 Portrait in Seven Shades[9]
- 2010 Vitoria Suite[10]
- 2011 Selections From Swinging Into The 21st[11]
- 2011 Here We Go Again: Celebrating the Genius of Ray Charles[12]
- 2011 Wynton Marsalis & Eric Clapton Play The Blues[13]
- 2012 The Music of America: Wynton Marsalis[14]
- 2013 The Spiritual Side of Wynton Marsalis[15]
- 2015 Big Band Holidays[16]
- 2015 Live in Cuba[17]
- 2016 “God Rest Ye Merry Gentlemen” b/w “Little Drummer Boy”[18]
- 2016 The Abyssinian Mass[19]
- 2017 Handful of Keys[20]
- 2017 All Jazz Is Modern: 30 Years of Jazz at Lincoln Center, Vol. 1[21]
- 2017 Spotify Singles: JLCO Featuring Wynton Marsalis & Jon Batiste[22]
- 2017 The Music of John Lewis[23]
- 2017 Jingle Bells[24]
- 2018 Winter Wonderland[25]
- 2018 Una Noche con Rubén Blades[26]
- 2018 United We Swing: Best of The Jazz at Lincoln Center Galas[27]
- 2019 Jazz and Art[28]
- 2019 Jazz For Kids[29]
- 2020 Sherman Irby’s Inferno[30]
- 2020 Rock Chalk Suite[31]
- 2020 The Ever Fonky Lowdown[32]
- 2020 Yardbird Suite (Jazz at Home)[33]
- 2020 Everybody Wear They Mask (Jazz at Home)[34]
- 2020 Walkin’ (Jazz at Home)[35]
- 2020 Quarantine Blues (Jazz at Home)[36]
- 2020 Christopher Crenshaw’s The Fifties: A Prism[37]
- 2020 Rock Chalk Suite[38]
- 2020 Black, Brown & Beige[39]
- 2020 The Music of Wayne Shorter[40]
- 2020 A Swingin’ Sesame Street Celebration[41]
- 2021 The Democracy! Suite[42]
- 2021 Blues Symphony[43]
- 2023 The Jungle (Symphony No. 4)[44]
- 2023 Wynton Marsalis plays Louis Armstrong’s Hot Fives and Hot Sevens[45]
- 2023 Big Band Holidays III[46]